# Élections régionales de janvier 2021 à Tobago
Les élections régionales de janvier 2021 à Tobago ont lieu le 25 janvier 2021 à Trinité-et-Tobago afin de renouveler les 12 sièges de l'assemblée du territoire autonome de l'île de Tobago.
Le scrutin abouti à un parlement sans majorité, le Mouvement national du peuple au pouvoir perdant sa majorité absolue sans que le parti des Patriotes progressistes démocrates ne l'obtienne, chacune des deux formations obtenant six sièges sur douze. Cette situation de blocage amène à une crise constitutionnelle, qui conduit le gouvernement à avoir un recours à des élections anticipées onze mois plus tard après une modification du nombre de députés à un nombre impair.

## Système électoral
L'Assemblée de Tobago est un parlement unicaméral composé de douze sièges pourvus pour quatre ans au scrutin uninominal majoritaire à un tour dans autant de circonscriptions.

## Résultats
|                          |                                                 |        |       |       |        |               |  |  |  |
| Parti                    | Parti                                           | Voix   | %     | +/-   | Sièges | +/-           |  |  |  |
|                          | Mouvement national du peuple (PNM)              | 13 288 | 50,36 | 4,51  | 6      | 4             |  |  |  |
|                          | Patriotes progressistes démocrates (PDP)        | 12 798 | 48,50 | 17,43 | 6      | 4             |  |  |  |
|                          | Unité du peuple (UTP)                           | 9      | 0,03  | Nv    | 0      | en stagnation |  |  |  |
|                          | Mouvement d'action collective de réforme (CARM) | 9      | 0,03  | Nv    | 0      | en stagnation |  |  |  |
|                          | Indépendants                                    | 281    | 1,06  | Nv    | 0      | en stagnation |  |  |  |
|                          |                                                 |        |       |       |        |               |  |  |  |
| Suffrages exprimés       | Suffrages exprimés                              | 26 385 | 99,68 |       |        |               |  |  |  |
| Votes blancs et nuls     | Votes blancs et nuls                            | 85     | 0,22  |       |        |               |  |  |  |
| Total                    | Total                                           | 26 470 | 100   | –     | 12     | en stagnation |  |  |  |
| Abstentions              | Abstentions                                     | 24 592 | 48,16 |       |        |               |  |  |  |
| Inscrits / participation | Inscrits / participation                        | 51 062 | 51,84 |       |        |               |  |  |  |

## Conséquences

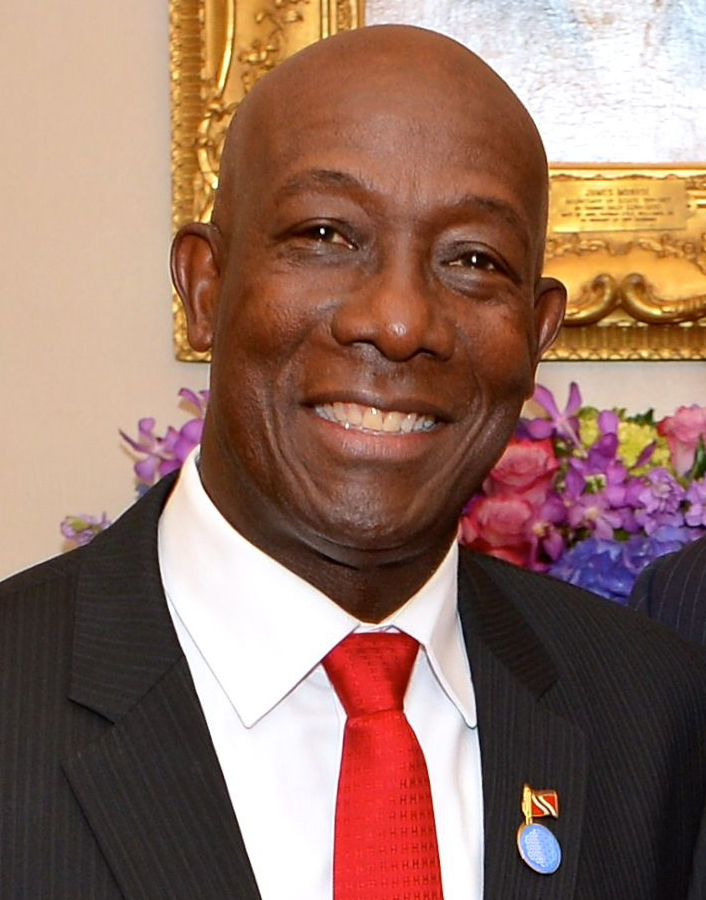
Keith Rowley

Le scrutin abouti à un parlement sans majorité, le Mouvement national du peuple au pouvoir perdant sa majorité absolue sans que le parti des Patriotes progressistes démocrates ne l'obtienne, chacune des deux formations obtenant six sièges sur douze,,.
Cette situation de blocage amène à une crise constitutionnelle, qui conduit le gouvernement local à consulter celui national quant à la marche à suivre, aucun scrutin anticipé ne pouvant être organisé tant qu'un président de l'assemblée n'a pas été élu, et l'élection de ce dernier étant elle-même sujette à la situation de blocage,.
Le gouvernement national fait par conséquent voter le 20 février à la Chambre des représentants une loi augmentant le nombre total de sièges de l'assemblée de 12 à 15, un nombre impair devant permettre à la situation de ne pas se reproduire une fois convoquées de nouvelles élections. De même, la loi impose la mise en place de l'assemblée avec un président sous quatorze jours à partir des élections, faute de quoi celle ci est dissoute et de nouvelles élections convoquées. La loi est transmise au Sénat le 2 mars suivant.
Le Premier ministre Keith Rowley se rend par la suite sur l'île pour y effectuer plusieurs consultations avec les principaux politiciens locaux en vue de la délimitation des nouvelles circonscriptions, préalable au scrutin. La loi est votée par le Sénat le 3 mars puis signée par la présidente Paula-Mae Weekes le 16 du même mois, ouvrant la voie à la tenue des élections anticipées,. Keith Rowley annonce l'entrée en vigueur de la loi pour le 26 juillet, suivie de la rédaction dans les 90 jours d'un rapport de la Commission électorale sur la délimitation des nouvelles circonscriptions, laquelle devra être approuvée sous forme de loi par le parlement. Les élections doivent alors se tenir entre 60 et 90 jours suivant ce vote. La loi instituant ces nouvelles circonscriptions est votée le 15 septembre par 21 voix pour et 18 contre, et les élections fixées au 6 décembre 2021,.